# Национално знаме на Етиопия
Националното знаме на Етиопия е прието на 31 октомври 1996 година. Знамето е съставено от три равни хоризонтални ивици в зелено, жълто и червено със син диск и златна звезда в средата. Цветовете са датиращи от времето на Менелик II – владетел на Етиопия в периода 1889 – 1913. За първи път знамето е използвано през 1895 година. Синият цвят символизира мир, звездата представлява многообразие и единство, а лъчите на слънцето символизират просперитет. Зеленият цвят означава страната, жълтият мир и надежда, а червеният цвят е символ на сила.

## Знаме през годините
- (1897 – 1936; 1941 – 1974)
- (1974 – 1987)
- (1987 – 1991)